# 曽根天満宮

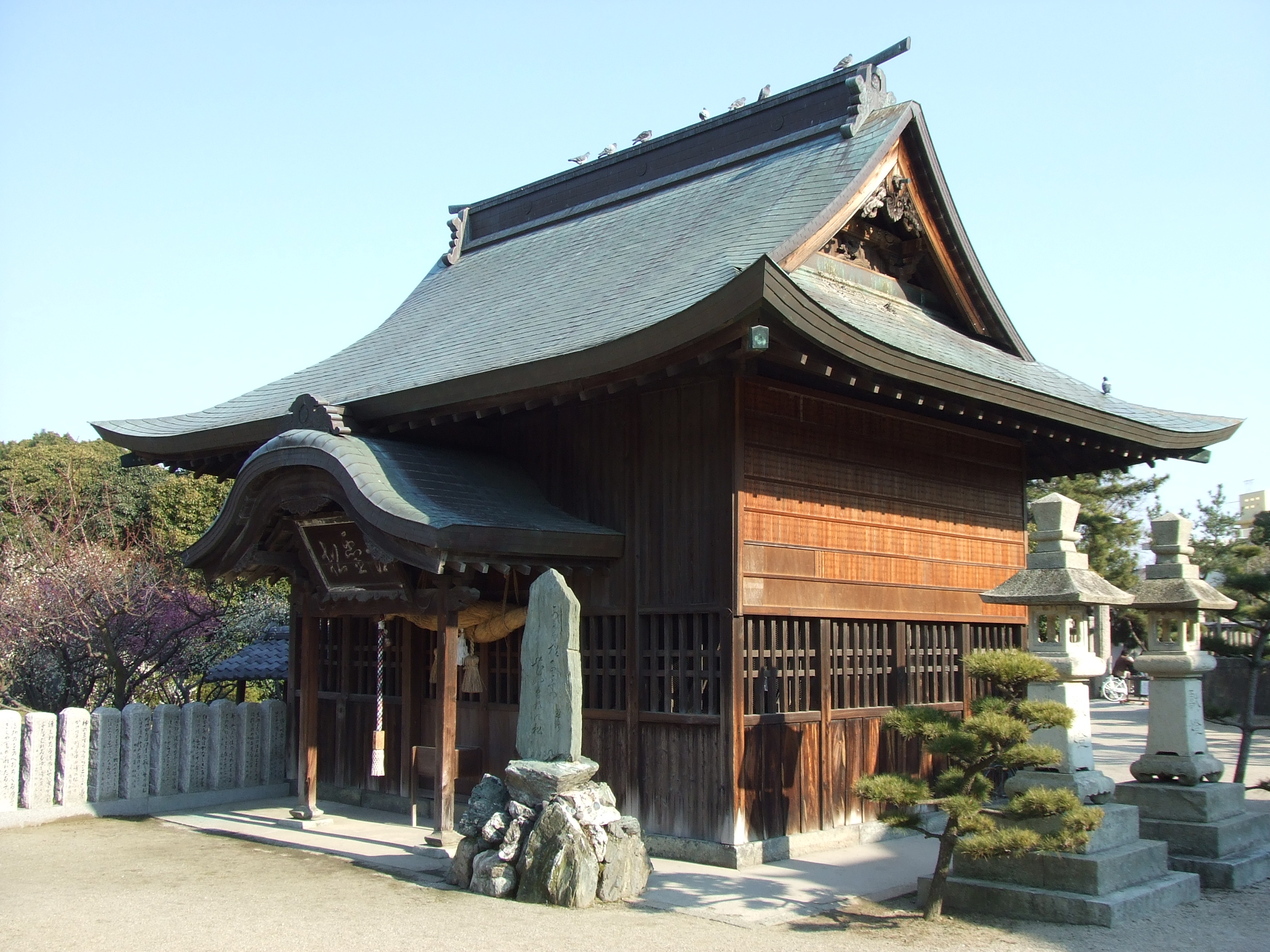
霊松殿

曽根天満宮（そねてんまんぐう）は、兵庫県高砂市曽根にある天満宮。秋祭りや天然記念物であった曽根の松で知られる。

## 祭神
- 菅原道真
- 天之穂日命
- 菅原公達（菅原淳茂）

## 歴史
この神社の創建年代については不詳であるが、社伝では延喜元年（901年）菅原道真が大宰府に左遷される途上に伊保の港から上陸し、「我に罪なくば栄えよ」と松を手植えした。後に播磨国に流罪となった子の菅原淳茂が創建したものと伝えている。江戸時代には江戸幕府から朱印状も与えられていた。

## 曽根の松
道真が手植えしたとされる松は霊松「曽根の松」と称された。初代は寛政10年（1798年）に枯死したとされる。1700年代初期に地元の庄屋が作らせた約10分の1の模型が保存されており、往時の様子を知ることができる。天明年間に手植えの松から実生した二代目の松は、大正13年（1924年）に国の天然記念物に指定されたが、昭和27年（1952年）に枯死した。現在は五代目である。枯死した松の幹が霊松殿に保存されている。

## 祭事

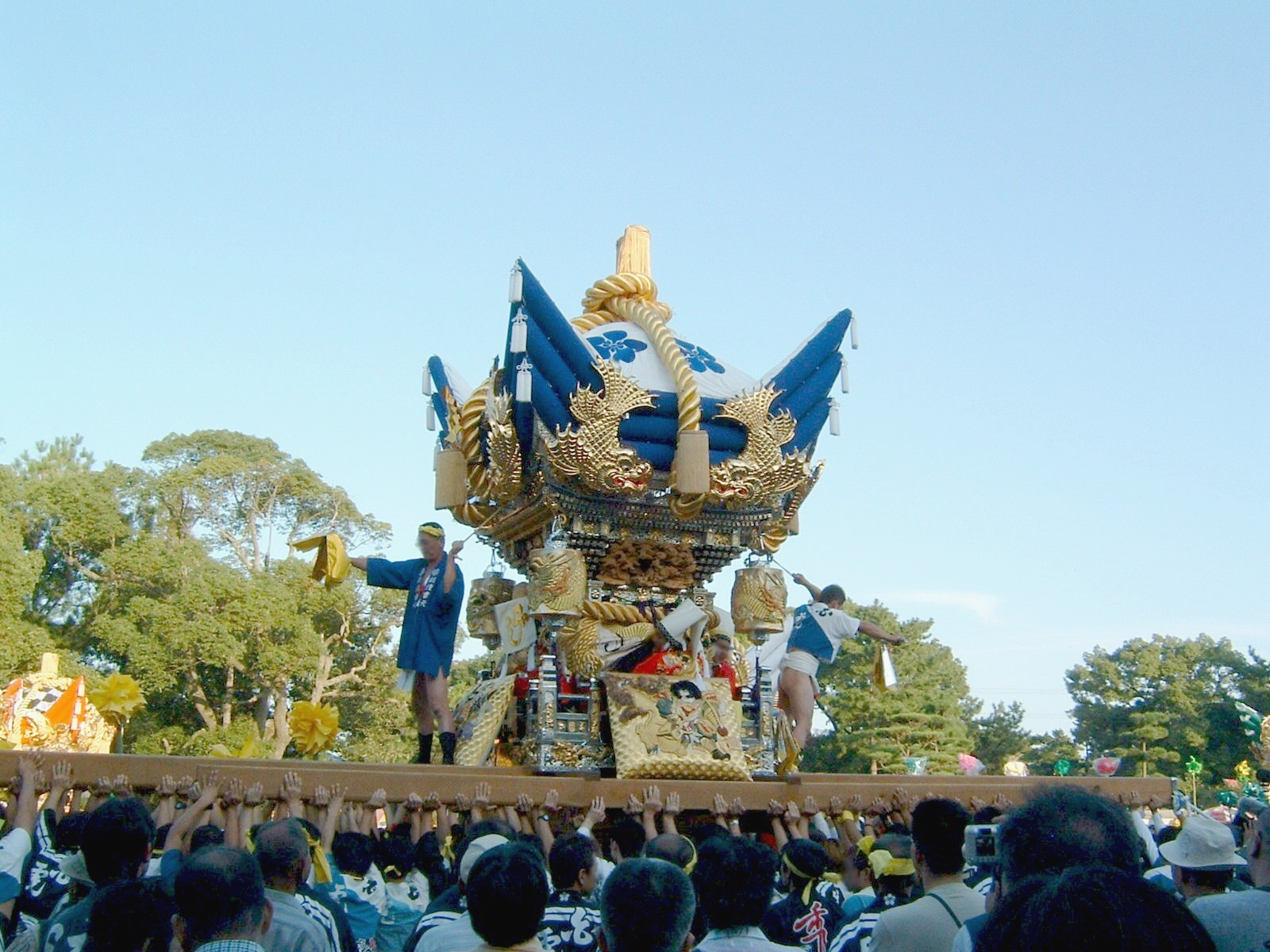
屋台（秋季例大祭）

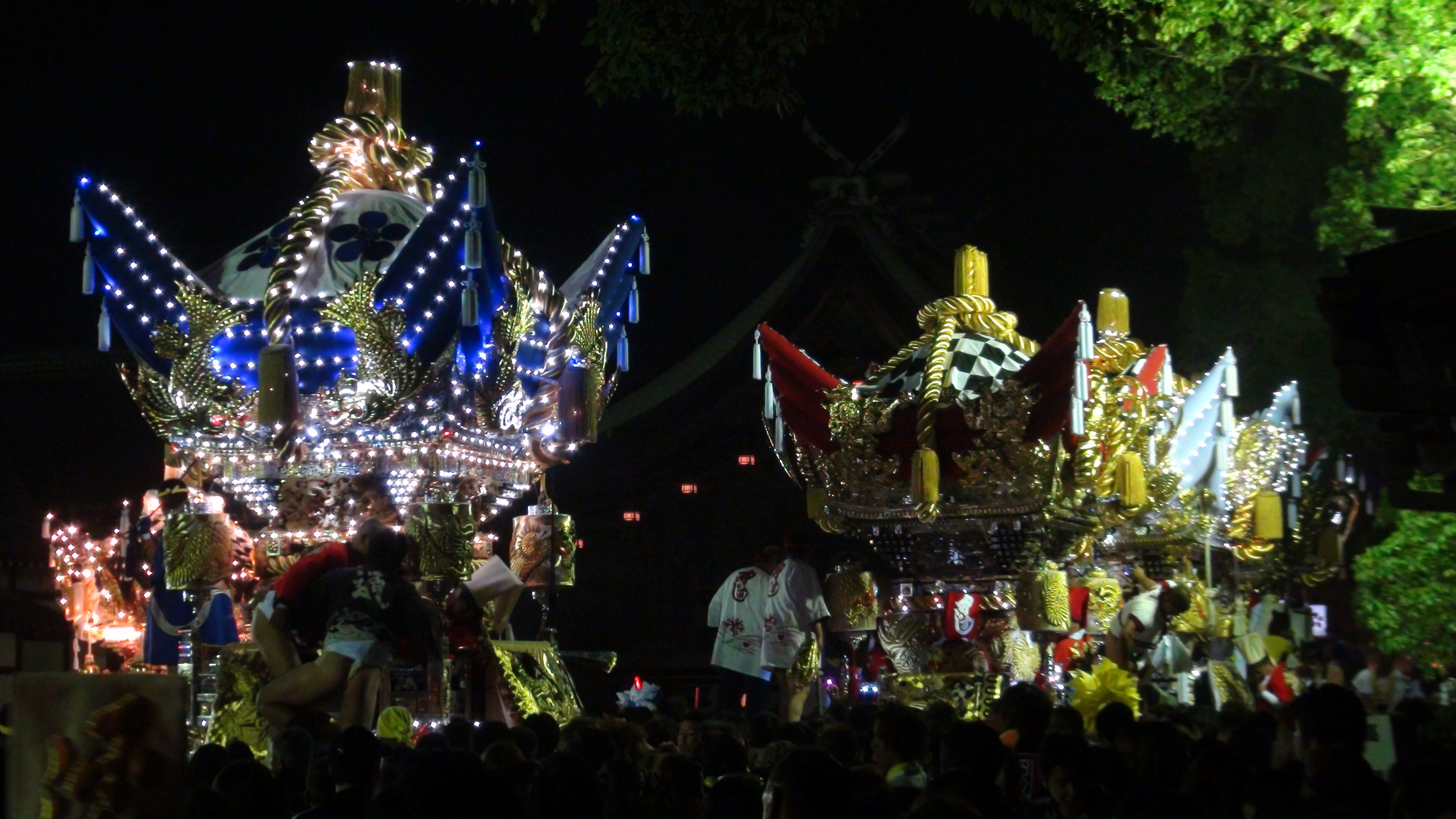
夜の屋台（秋季例大祭）

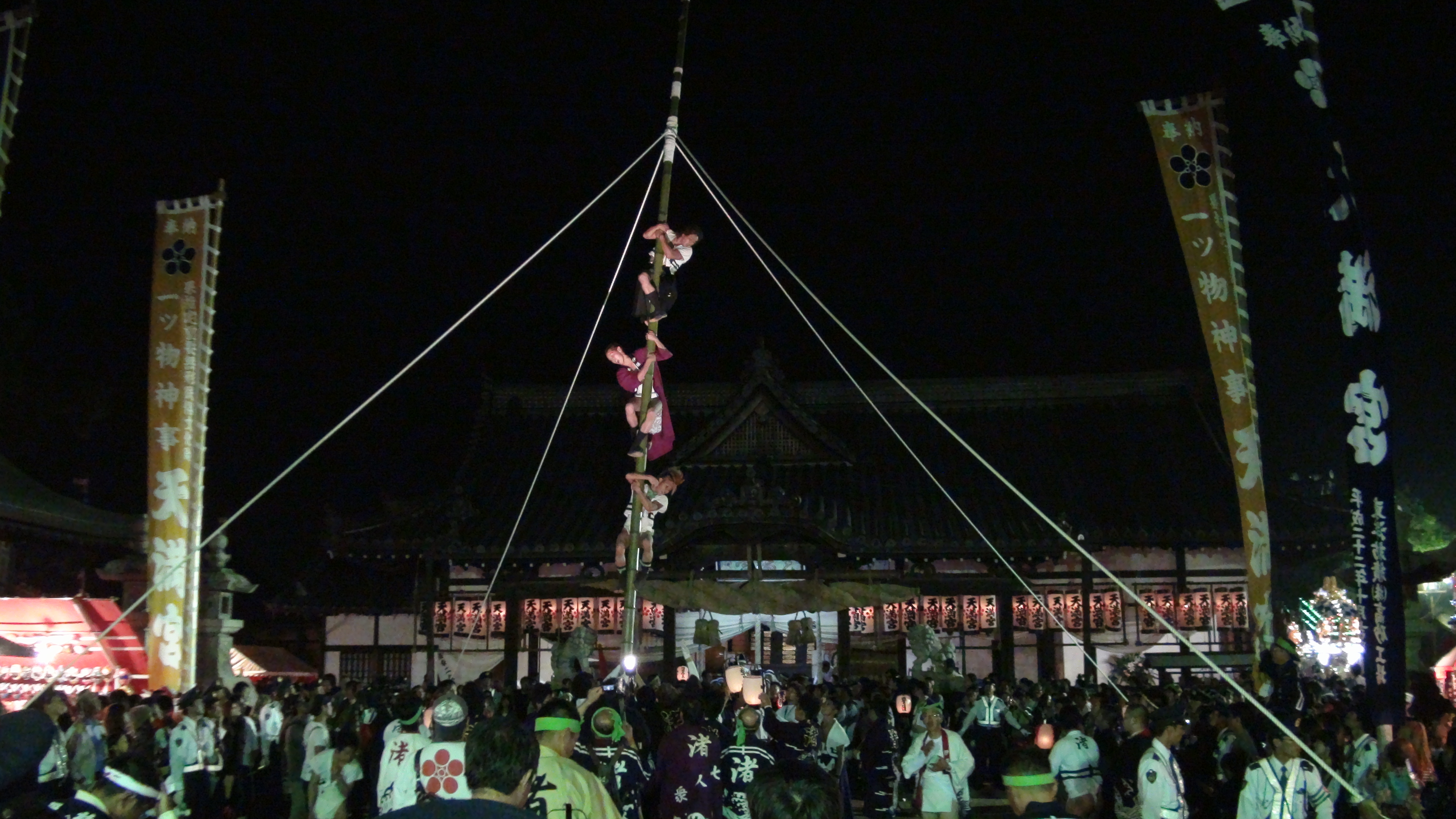
竹割り（秋季例大祭）

- 元旦祭（1月1日）
- 戎社祭・トンド祭（1月15日）
- 初天神（1月25日前後の日曜）
- 節分祭（2月節分）
- 春祭（3月25日・26日）
- 輪抜け祭（6月30日）
- 塩釜社祭（7月1日）
- 木下稲荷神社祭（7月22日）
- 秋季例大祭（10月13日･14日）
- 七五三（11月）
- 大祓式（12月31日）
- 月次祭（毎月1日・25日）
- 国恩祭（11年に一度）

### 秋季例大祭
一ツ物、和供（にごく）、流鏑馬が神事として行われる。流鏑馬はできる者がいないため、代わりに御幣を納めている。一ツ物は4名、相手役の行事は1名の男児が勤め、拝殿で一ツ物と行事が杯をかわす。一ツ物は神が憑依する神童であったと理解されており、行事はその聞き取り役であったと推測されている。神聖なものとされ、地面に足を付けずに肩車や馬で宮入する。一ツ物は狩衣を着て、山鳥の尾羽のついた花傘をかぶり、顔には化粧を施し、額に「八」の字を書く。行事は烏帽子姿に白い狩衣を着る。一ツ物の宮入・宮出の際、先頭を行く青竹はかつては先導のみを目的としたものであったが、現在は地面に叩きつけて割る竹割りが行われている。14日に行われるお面掛けでは拝殿において翁舞が奉納される。氏子地域からは11台の屋台、4台の子供屋台が宮入りする。この地域の屋台は反り屋根型布団屋台と呼ばれるもので、北ノ丁が姫路市別所町の宮大工に作らせたのが起源であり、曽根天満宮が発祥である。

### 氏子一覧
曽根町地区(高砂市南西部に位置する地区名)
- 北之町
- 東之町
- 西之町
- 南之町

伊保地区(法華山谷川の西詰に位置する地区・高砂市の南部に位置する)
- 伊保西部
- 伊保中部伊保中部の屋台(ヤッサ)
- 伊保南部

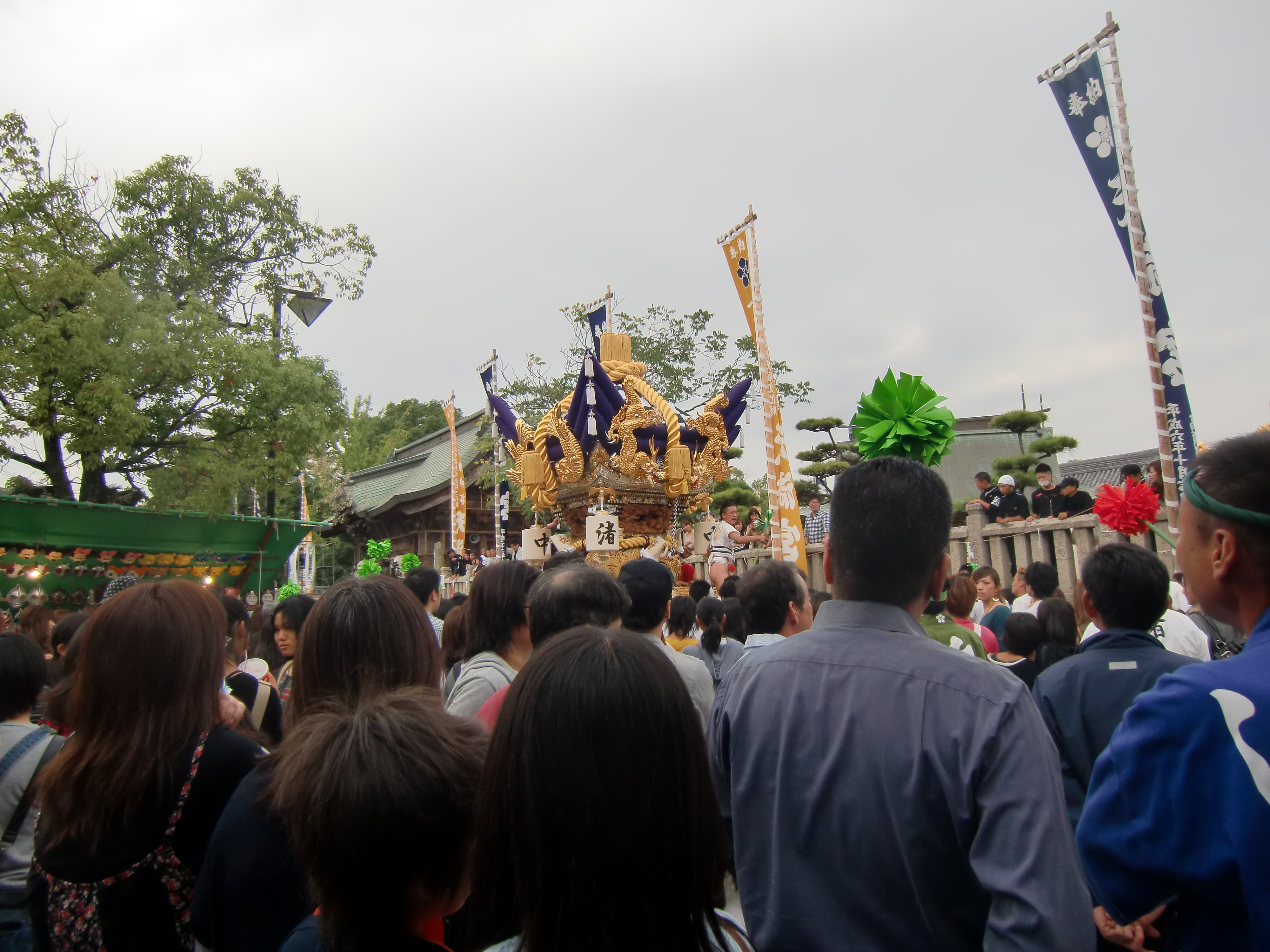
伊保中部の屋台(ヤッサ)

- 梅井(高砂市南部に位置する地区名で大部分は住宅地である)
- 高須(法華山谷川の西側に位置し、高砂市南部に位置する。高砂市の漁師町である)

中筋地区(高砂市中部・北部に位置にあたる地区で、明姫幹線と姫路バイパスが交差する付近に位置する)
- 中筋西
- 中筋東

## 文化財
- 兵庫県指定重要無形民俗文化財
  - 一ツ物神事
- 高砂市指定文化財
  - 石橋
  - 絵馬
  - 幣殿天井絵

## 所在地
- 兵庫県高砂市曽根町2286-1

## 交通
- 山陽電車山陽曽根駅より徒歩5分
- JR曽根駅より
  - 徒歩約30分
  - タクシー約10分
  - じょうとんバス31系統「山陽曽根駅」バス停下車